# Karlo Ressler
Karlo Ressler (ur. 26 grudnia 1989 w Zagrzebiu) – chorwacki polityk, prawnik i działacz młodzieżowy, doradca premiera Chorwacji, poseł do Parlamentu Europejskiego IX i X kadencji.

## Życiorys
W 2013 ukończył studia prawnicze na Uniwersytecie w Zagrzebiu, po czym został asystentem na tej uczelni. Kształcił się również na University of Sheffield, został doktorantem w instytucie Towarzystwa Maxa Plancka we Fryburgu Bryzgowijskim. Działacz Chorwackiej Wspólnoty Demokratycznej. Objął też funkcję wiceprzewodniczącego YEPP, młodzieżówki afiliowanej przy Europejskiej Partii Ludowej. Był asystentem europosła Andreja Plenkovicia. Gdy ten w 2016 został powołany na urząd premiera, Karlo Ressler otrzymał nominację na stanowisko jego doradcy.
W 2019 otrzymał pierwsze miejsce na liście HDZ w wyborach europejskich. W wyniku głosowania z maja tegoż roku uzyskał mandat posła do Parlamentu Europejskiego IX kadencji. Z powodzeniem ubiegał się o reelekcję w wyborach w 2024.